# Вазирабад
Вазирабад (урд. وزیر آباد) је град у Пакистану у покрајини Панџаб. Према процени из 2006. у граду је живело 104.148 становника.

## Становништво
Према процени, у граду је 2006. живело 104.148 становника.
| 1981.  | 1998.  | 2006.   |
| ------ | ------ | ------- |
| 62.725 | 89.652 | 104.148 |